# Sandrine Kiberlain
Sandrine Kiberlain (Boulogne-Billancourt, 25 februari 1968) is een Frans actrice en zangeres.

## Biografie
Sandrine Kiberlain werd als Sandrine Kiberlajn geboren in 1968 in Boulogne-Billancourt. Haar vier grootouders waren van Joodse afkomst en vestigden zich in 1933 in Frankrijk. Nadat ze haar bacheloropleiding voltooide aan L'école supérieure d'arts graphiques Penninghen, volgde ze vrije lessen aan het Cours Florent van 1987 tot 1989 en lessen aan het Conservatoire national supérieur d'art dramatique (CNSAD) van 1989 tot 1992.
Kiberlain acteerde vanaf 1986 in films en in het theater en brak in 1995 door met haar rol in Les Patriotes die haar een Césarnominatie opleverde als beste jong vrouwelijk talent en datzelfde jaar ontving ze de Romy Schneiderprijs. In 1996 behaalde ze de César voor beste jong vrouwelijk talent voor haar rol in En avoir (ou pas). Ze werd tussen 1997 en 2015 zesmaal genomineerd voor een César waarbij ze deze eenmaal won in 2014 als beste actrice in 9 mois ferme.
In 1997 werd ze bekroond met de Molière de la révélation théâtrale voor haar rol in het theaterstuk Le Roman de Lulu, geschreven door haar vader David Decca. Op 14 maart 2005 bracht ze haar eerste muziekalbum uit, getiteld Manquait plus qu'ça.
In 1998 trouwde ze met de Franse acteur Vincent Lindon die ze had leren kennen op de set in 1993. Ze hebben samen en dochter en scheidden na 10 jaar huwelijk.

## Filmografie

### Film
- Cours privé (1986)
- On a volé Charlie Spencer ! (1986)
- Milena (1990)
- Cyrano de Bergerac (1990)
- Sexes faibles ! (1992)
- L'Inconnu dans la maison (1992)
- L'Instinct de l'ange (1992)
- Les gens normaux n'ont rien d'exceptionnel (1992)
- Les Patriotes (1994)
- L'Irrésolu (1994)
- Tom est tout seul (1995)
- En avoir (ou pas) (1995)
- Un héros très discret (1995)
- Beaumarchais, l'insolent (1996)
- L'Appartement (1996)
- Quadrille (1997)
- Le Septième Ciel (1997)
- À vendre (1998)
- Rien sur Robert (1999)
- Love Me (2000)
- La Fausse Suivante (2000)
- Tout va bien, on s'en va (2000)
- Betty Fisher et autres histoires (2001)
- C'est le bouquet ! (2002)
- Filles uniques (2003)
- Après vous (2003)
- Un petit jeu sans conséquence (2004)
- Très bien, merci (2007)
- La Vie d'artiste (2007)
- Romaine par moins 30 (2009)
- Le Petit Nicolas (2009)
- Mademoiselle Chambon (2009)
- Un balcon sur la mer (2010)
- Les Femmes du 6e étage (2011)
- Beur sur la ville (2011)
- Polisse (2011)
- L'Oiseau (2012)
- Les Infidèles (2012)
- Pauline détective (2012)
- Rue Mandar (2013)
- Les Gamins (2013)
- Tip Top (2013)
- 9 mois ferme (2013)
- Violette (2013)
- Aimer, boire et chanter (2014)
- Elle l'adore (2014)
- Comme un avion (2015)
- Floride (2015)
- Encore heureux (2016)
- Quand on a 17 ans (2016)
- Mon bébé (2019)

### Korte films
- Des filles et des chiens (1991)
- Méprises multiples (1993)
- Les tous petits détails  (1995)
- Je suis venue te dire (1996)
- Émilie est partie (2001)

### Televisiefilms
- Les Compagnons de l'aventure (1989)
- Marat (1990)
- Emma Zunz (1992)
- Salut sex ! (2001)

## Theater
- Ivanov van Anton Tsjechov (1989, Théâtre des Amandiers)
- Comme tu me veux van Luigi Pirandello (1989, 1990)
- La Mégère apprivoisée van William Shakespeare (1993)
- Le Roman de Lulu van David Decca (1995, Petit Théâtre de Paris)

## Discografie

### Albums
- Manquait plus qu'ça (2005)
- Coupés bien net et bien carré (2007)

### Singles
- La Chanteuse (2007)

### Overige opnames
- Vole (2016) (charity single met Nolwenn Leroy, Alain Souchon, Laurent Voulzy...)

## Prijzen en nominaties
De belangrijkste:
| Jaar | Prijs               | Categorie                    | Genomineerde(n)       | Uitslag     |
| ---- | ------------------- | ---------------------------- | --------------------- | ----------- |
| 2015 | César               | Beste actrice                | Elle l'adore          | Genomineerd |
| 2015 | Prix Lumières       | Beste actrice                | Elle l'adore          | Genomineerd |
| 2014 | César               | Beste actrice                | 9 mois ferme          | Gewonnen    |
| 2010 | César               | Beste actrice                | Mademoiselle Chambon  | Genomineerd |
| 1999 | César               | Beste actrice                | À vendre              | Genomineerd |
| 1998 | César               | Beste actrice                | Le Septième Ciel      | Genomineerd |
| 1997 | César               | Beste vrouwelijke bijrol     | Un Héros très discret | Genomineerd |
| 1996 | César               | Beste jong vrouwelijk talent | En avoir (ou pas)     | Gewonnen    |
| 1995 | Romy Schneiderprijs | Romy Schneiderprijs          | Romy Schneiderprijs   | Gewonnen    |
| 1995 | César               | Beste jong vrouwelijk talent | Les Patriotes         | Genomineerd |